# نواف حردان
نواف حردان (1922 - يونيو 2000) هو أديب وصحفي وسياسي لبناني مهجري عاش معظم حياته في البرازيل ومن مؤسسي «عُصبة الأدب العربي» وهي جمعية أدبية في ساو باولو. كذلك هو من مناصري الحزب السوري القومي الاجتماعي.

## النشأة والمسيرة
ولد في 1922 في بلدة راشيا الفخار في جنوب لبنان. عمل أمين سر جريدة «الحضارة» في دمشق ومدير تحرير جريدة «الجيل الجديد» التي تتبع الحزب السوري القومي الاجتماعي. هاجر في 1952 إلى الأرجنتين ثم انتقل بعد عام إلى البرازيل. أسس في 1973 «الرابطة» وهي مجلة عامة صدرت كل أسبوع في سان باولو وأنشأ في 1975 الجريدة الأسبوعية «الأنباء» بالعربية والبرتغالية في سان باولو وشارك في تأسيس «عُصبة الأدب العربي» وهي جمعية أدبية وقد كان أول رئيس لها في 1978 وقد اُختير بالانتخاب.
عاد من البرازيل في 1992 ليستقر نهائيا في لبنان وأسس «منتدى حرمون الثقافي». ألف كتاب «سعادة في المهجر» عن التسع سنوات التي استقر فيها أنطون سعادة في البرازيل من 1921 إلى 1930.
ألف بعد رجوعه إلى لبنان عدة كتب منها «هاني بعل رسول الحضارة» و«زنوبيا قضية سيف وكتاب» والجزء الثاني من «سعادة في المهجر» حول الفترة التي عاش فيها سعادة في البرازيل والأرجنتين منفيا للمرة الثانية بين 1938 و1940. توفي في يونيو من عام 2000 بعد إصابته بالسكري.

## الجوائز والتكريم
- وسام الأرز الوطني من رتبة فارس، لبنان، 2004

## أعماله
- أضواء وحقائق ـ دراسة في التوراة، البرازيل، 1970 ، طبعة ثانية 1996 [6]
- حفيد النسور (رواية تاريخية)، سان باولو، 1970، طبعة ثانية 1993 [7]
- مهجريات (رواية)، 1979
- أسد بابل (رواية)[8]
- سيف سنحاريب (رواية تاريخية)
- على دروب النهضة: مذكرات ورسائل - المجلد 1
- زنوبيا العظيمة: قضية... وسيف وكتاب
- سعادة في المهجر ج1، 1921-1930، 1989
- سعادة في المهجر ج2، 1938-1940 [9]
- هاني بعل رسول الحضارة
- صانعو تراثنا الثقافي الحضاري 1996 [10]
- أقوى من الموت (مجموعة قصصية)
- سميراميس (رواية)
- فيثاغور عمود الفلسفة
- السراجنة (تاريخ)
- الدكتور خليل سعادة، رائد وطنية وفكر وأدب
- نبوخذ نصر قاهر اليهود
- عشتاريم
- كان المسيح سوريا
- فخر الدين المعني بطل سوري شهيد وعظيم

## بيبليوغرافيا
- نواف حردان: كاتب وأديب ومؤرخ (البرازيل)، تعمان حرب، منشورات دار مجلة الثقافة، دمشق، 1984